# You Go! 〜We are MARIA〜
『You Go! 〜We are MARIA〜』（ユー・ゴー・ウィー・アー・マリア）は、日本のガールズバンド・MARIAが2007年6月20日にSony Recordsから発売した1枚目のオリジナルアルバムである。

## 内容
メジャーデビューから約1年3ヶ月後に発売された初のアルバム作品。
既発シングル以外の新録曲は全て明石昌夫を招いて制作された。
ジャケットの異なる初回生産限定盤と通常盤の2形態で発売された。初回生産限定盤には特典として同年4月8日に札幌PENNY  LANE 24にて開催された『デビュー1周年記念LIVE「MARIA ANNIVERSARY ★1st」』から厳選5曲のライブ映像によるヒストリー映像とダイジェスト映像を収録したDVDが同梱された。
また、本来は初回生産限定盤と通常盤を同時購入した者には抽選でオリジナルグッズが当たるはがきが同梱されていたが、翌年2月8日に応募者のはがきを手違いで廃棄してしまったことがオフィシャルサイトにて明かされた。

## 収録曲
1. 夏えがお [3:40]
作詞・作曲：あゆか
編曲：明石昌夫
2. MABUDACHI [4:11]
作詞・作曲：TATTSU
編曲：明石昌夫
3. 小さな詩 [4:00]
作詞：舞衣子
作曲：TATTSU
編曲：イワイエイキチ
1stシングルの表題曲。
4. あなたに… [5:39]
作詞・作曲：あゆか
編曲：明石昌夫
5. HEY*2♪ ブン*2♪ [4:13]
作詞・作曲：あゆか
編曲：明石昌夫
6. つぼみ [4:02]
作詞：MARIA
作曲：TATTSU
編曲：安原兵衛
2ndシングルの表題曲。
7. h@ッちゃけ [3:14]
作詞：舞衣子
作曲：あゆか
編曲：明石昌夫
8. キラリ夏 [4:17]
作詞：あゆか
作曲：舞衣子
編曲：明石昌夫
9. JUMP [4:12]
作詞：あゆか
作曲：SACCHIN
編曲：安原兵衛、宮永治郎
3rdシングルのカップリング曲。
10. watch me [4:46]
作詞・作曲：TATTSU
編曲：明石昌夫
11. HEART☆BEAT [3:45]
作詞：TATTSU
作曲：れいな
編曲：安原兵衛、宮永治郎
3rdシングルの表題曲。
12. いちばん星 [4:19]
作詞：MARIA
作曲：あゆか
編曲：明石昌夫

## 収録映像曲
1. 小さな詩
2. つぼみ
3. HEART☆BEAT
4. JUMP
5. high×2 フライング☆

## 参加ミュージシャン
MARIA
- SACCHIN：Guitar & Chorus
- TATTSU：Drums & Chorus
- 舞衣子：Bass & Vocal
- あゆか：Guitar & Chorus
- 愛華：Bass & Vocal
- れいな：Keyboard & Violin & Chorus

## タイアップ
- テレビ東京系列アニメ『焼きたて!!ジャぱん』後期オープニングテーマ (#3)
- 東宝配給アニメ映画『劇場版 NARUTO -ナルト- 大興奮!みかづき島のアニマル騒動だってばよ』主題歌 (#6)
- ハウス食品『うまいっしょ』CMソング (#9)
- テレビ東京系列アニメ『デルトラクエスト』前期オープニングテーマ (#11)